# Hudsonsundet

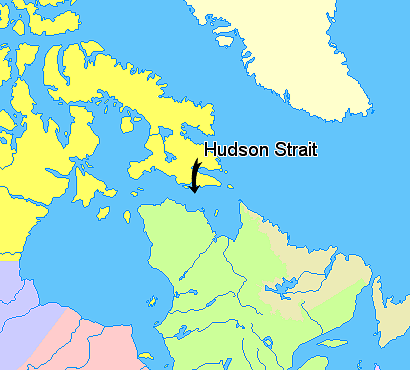
Hudson Strait, Kanada.
Nunavut
Grönland
Québec
Newfoundland och Labrador
Manitoba
Ontario

Hudsonsundet (engelska: Hudson Strait, franska: Détroit d'Hudson) är ett sund i Kanada som sträcker sig i väst-östlig riktning mellan Hudson Bay och Foxe Basin i väst och Labradorhavet (Atlanten) i öster. Det avskiljer Baffinön i norr från Ungavahalvön (Labradorhalvön) i Québec i söder. Hudsonsundet är omkring 700 kilometer långt och 120 kilometer brett. Största djupet ligger på 942 meter.
I väst slutar Hudsonsundet mellan Cap Wolstenholme och Foxehalvön där också Salisburyön och Nottinghamön ligger. I öst ligger Resolutionön mellan Kap Chidley och Meta Incognitahalvön. Den norra kusten ingår i inuitnationen Nunavut och den södra i Nunavik. Båda är mycket glest befolkade.
Djupet i Hudsonsundet är omkring 500 meter ända fram till de klippiga kusterna. Även om isberg inte är någon ovanlig syn i sundet gör tidvattnet och strömmarna att sundet är förhållandevis isfritt under vintern och att den isfria säsongen varar i upp till fyra månader.
Havsströmmar från både öst och väst skapar en stor mångfald i faunan med flera än 60 fiskarter, ofta miljontals häckande sjöfåglar och ett par vitvalspopulationer. Många andra valar övervintrar i sundet där också flera sälarter förekommer rikligt. Även isbjörn hör till de vanliga gästerna. I synnerhet Ungavabukten och Akpatokön lockar stora flockar med djur.